# Крепцов-Зайченко, Николай Васильевич
Никола́й Васи́льевич Крепцо́в-Зайченко (1914—1944) — лейтенант Рабоче-крестьянской Красной Армии, участник Великой Отечественной войны, Герой Советского Союза (1945).

## Биография
Николай Крепцов-Зайченко родился 11 марта 1914 года в деревне Зерцалы (ныне — Ачинский район Красноярского края). После окончания неполной средней школы и школы фабрично-заводского ученичества работал помощником машиниста паровоза. В январе 1942 года Крепцов-Зайченко был призван на службу в Рабоче-крестьянскую Красную Армию. Окончил Омское пехотное училище. С февраля 1943 года — на фронтах Великой Отечественной войны. К июню 1944 года гвардии лейтенант Николай Крепцов-Зайченко командовал взводом пешей разведки 977-го стрелкового полка 270-й стрелковой дивизии 6-й гвардейской армии 1-го Прибалтийского фронта. Отличился во время Белорусской операции.
26 июня 1944 года взвод Крепцова-Зайченко под вражеским огнём переправился через Западную Двину в районе деревни Надежино Шумилинского района Витебской области Белорусской ССР и выбил противника из занимаемых им траншей, благодаря чему весь полк смог успешно переправиться. В том бою Крепцов-Зайченко погиб. Похоронен в деревне Фролковичи Бешенковичского района Витебской области Белоруссии.
Указом Президиума Верховного Совета СССР от 24 марта 1945 года за «образцовое выполнение боевых заданий командования на фронте борьбы с немецкими захватчиками и проявленные при этом мужество и героизм» гвардии лейтенант Николай Крепцов-Зайченко посмертно был удостоен высокого звания Героя Советского Союза. Также посмертно был награждён орденом Ленина.
В честь Крепцова-Зайченко названа улица в Ужуре.